# Route nationale 15A (Roumanie)
La DN15A (en roumain : Drumul Național 15A) est une route nationale roumaine reliant la DN16 sur la commune de Reghin, dans le județ de Mureș, à son extrémité sud, à la DN17 à hauteur de la commune de Șieu-Măgheruș, dans le județ de Bistrița-Năsăud, à son extrémité nord.